# Alexis Aristénos
Alexis Aristénos (en grec Ἀλέξιος Ἀριστηνός) est un dignitaire byzantin du XIIe siècle, connu principalement comme canoniste.
Il est le sujet d'un discours d'éloge (ἐγκώμιον) de Nicéphore Basilakès, celui de deux discours et quatre poèmes de Théodore Prodrome, et le destinataire d'une lettre de Georges Tornikès. Il a mené entre le règne de Jean II († 1143) et sa mort peu après 1166 (dernier repère chronologique) une carrière à la fois civile et ecclésiastique. Diacre de la cathédrale Sainte-Sophie, il y fut successivement prôtekdikos, grand skeuophylax, et grand économe à partir de 1156. À titre civil, il fut nomophylax (responsable de la « faculté » de droit), orphanotrophos (nommé à ces postes par Jean II, avant 1143), dikaiodotès (juge de haut rang ; nommé avant 1157), et fut élevé à la dignité d'hypertimos. À partir de 1157, le patriarche Luc Chrysobergès commença à réagir contre ce genre de cumul : Aristénos fut sommé trois fois par le synode d'abandonner sa charge civile de dikaiodotès, avant d'obtempérer. Georges Tornikès lui écrit en 1156 depuis Éphèse, où il vient d'être nommé métropolite : la cathédrale et le diocèse sont dans un état affreux, et le nouveau prélat lui demande d'intervenir auprès de l'empereur Manuel Ier pour obtenir de l'aide. Sa présence est signalée dans le concile de mars 1166 sur le « Pater major me est » : à la première session (2 mars) et à la seconde (6 mars), où il fait son intervention.
Il est l'auteur d'un important commentaire du droit canon de l'Église grecque, rédigé vers la fin du règne de Jean II et antérieur au commentaire de Jean Zonaras, qui l'utilise. Il a réalisé ce commentaire sur un Abrégé des canons (Synopsis canonum) composé par un Syméon Magistros et Logothetès qui doit être Syméon Métaphraste. Ce commentaire est attribué faussement par une partie de la tradition à « Nicolas Doxopatrès ».
Son commentaire se trouve en PG dans les vol. 137 et 138, avec ceux de Jean Zonaras et de Théodore Balsamon.    